# Boking (plaats)
Boking is een bestuurslaag in het regentschap Timor Tengah Selatan van de provincie Oost-Nusa Tenggara, Indonesië. Boking telt 2014 inwoners (volkstelling 2010).